# Hymenosporum flavum
Hymenosporum flavum ist eine Pflanzenart in der Familie der Klebsamengewächse aus Neuguinea und den östlichen Australien. Es ist die einzige Art der Gattung Hymenosporum.

## Beschreibung
Hymenosporum flavum wächst als immergrüner Strauch bis etwa 4 Meter oder als Baum bis zu 20 Meter hoch, sie bleibt aber meist einiges kleiner.
Der Stammdurchmesser erreicht über 45 Zentimeter.
Die kurz gestielten Laubblätter sind wechselständig, schraubig an den Zweigenden. Sie sind bis 15 Zentimeter lang, fast kahl, ganzrandig, eiförmig bis verkehrt-eiförmig oder lanzettlich und spitz bis zugespitzt oder bespitzt. Die Oberseite ist dunkelgrün, die Unterseite fahlgrün.
Hymenosporum flavum ist vormännlich, protandrisch. Die fein behaarten, lockeren Blütenstände sind endständige Schirmrispen. Die stark duftenden, gestielten und fünfzähligen, zuerst weißen (männliche Phase), später gelben (weibliche Phase) bis zuletzt gelb-orangen bis orangen Blüten sind zwittrig mit doppelter Blütenhülle. Es sind jeweils abfallende Tragblätter vorhanden. Die spitzen, dachigen Kelchblätter sind außen fein behaart und bis 8 Millimeter lang. Die außen behaarte Krone ist bis 4 Zentimeter lang. Die freien, aufrecht zusammenstehenden, spatelförmigen Petalen sind im unteren, röhrigen Teil bis 2,5 Zentimeter lang, die ausladenden Lappen bis 1,5 Zentimeter. Es sind 5 lange Staubblätter vorhanden. Die Staubfäden sind feinhaarig. Der oberständige, kurz gestielte und zweikammerige, längliche Fruchtknoten ist behaart mit kurzem, dickem Griffel und gelappter Narbe. Es ist ein Diskus vorhanden.
Es werden kleine, dickledrige und längliche bis birnenförmige, bis 3,5 Zentimeter lange, gelappte, mehr oder weniger behaarte, lokulizidale Kapselfrüchte mit beständigem Griffel gebildet. Die flachen, nieren- bis halbmondförmigen, etwa 8 Millimeter großen Samen sind rundum geflügelt mit einem papierigen Flügel. 

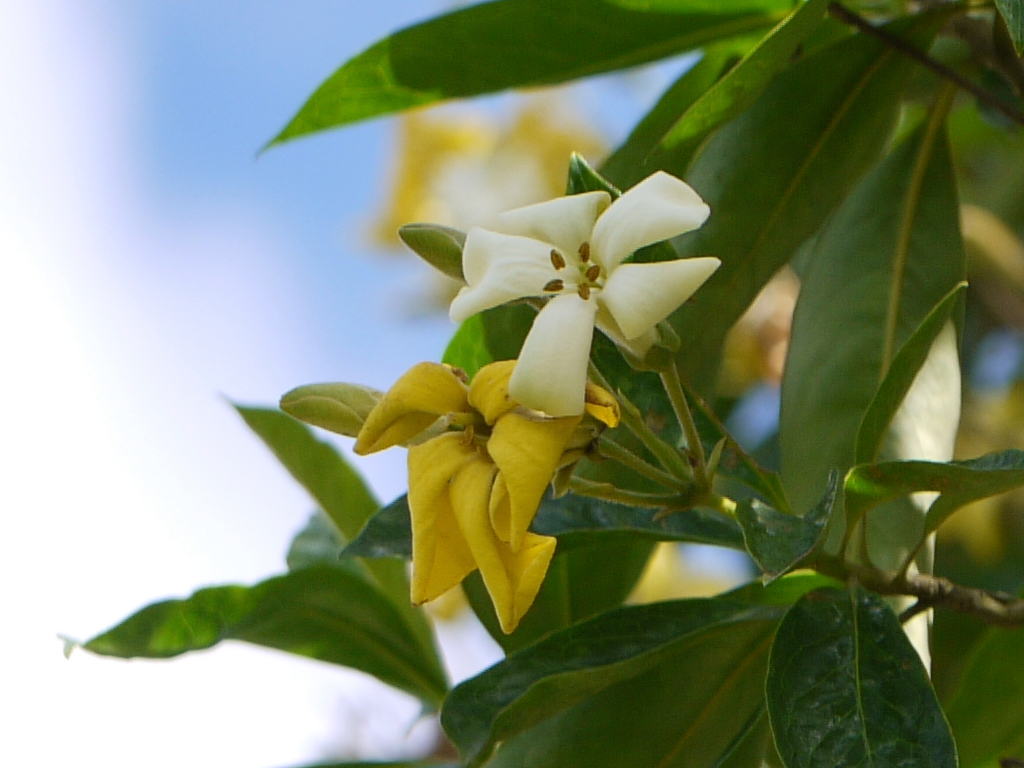
Rechts junge, weiße Blüte in der männlichen Phase
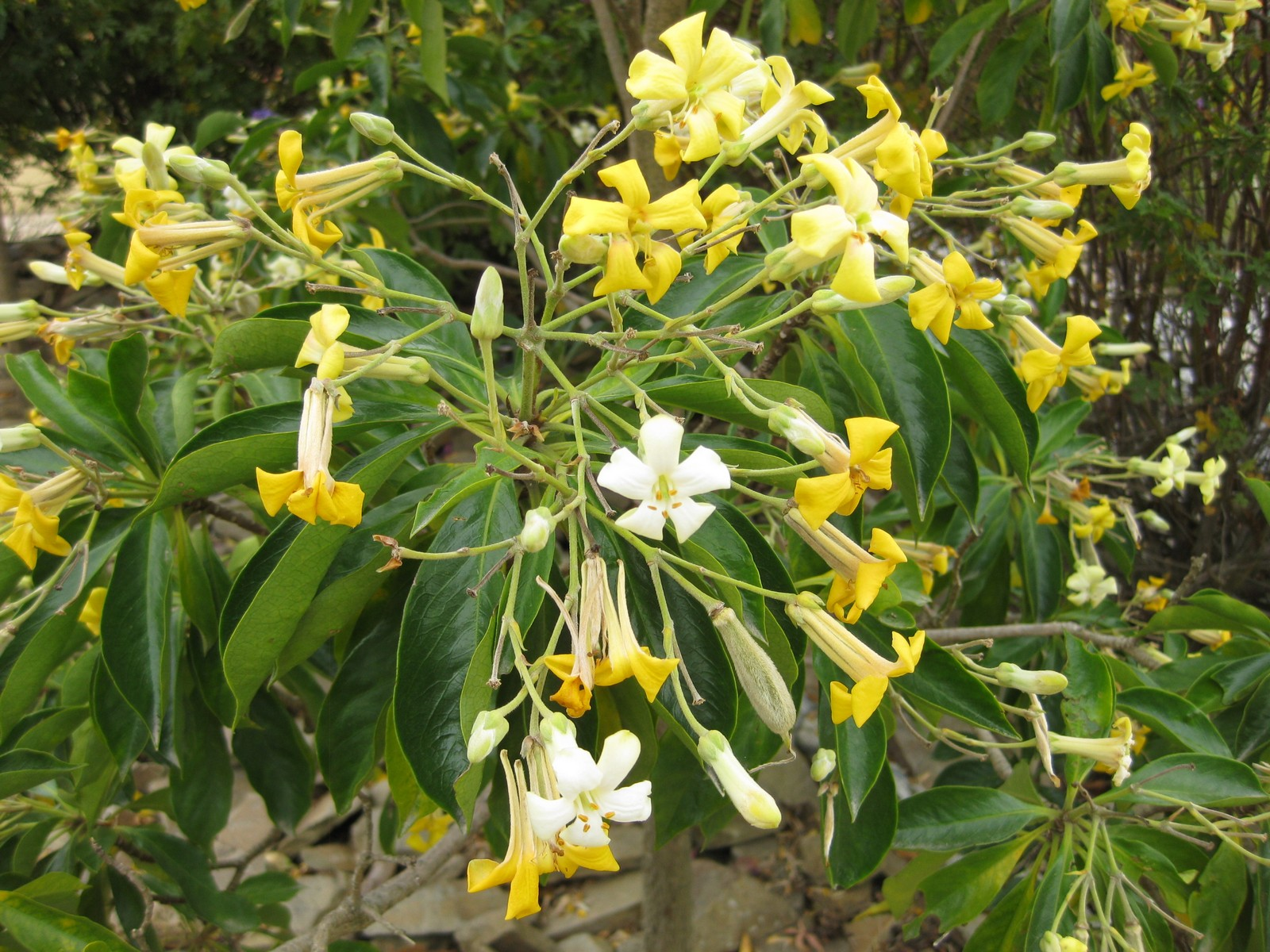
Blütenstand
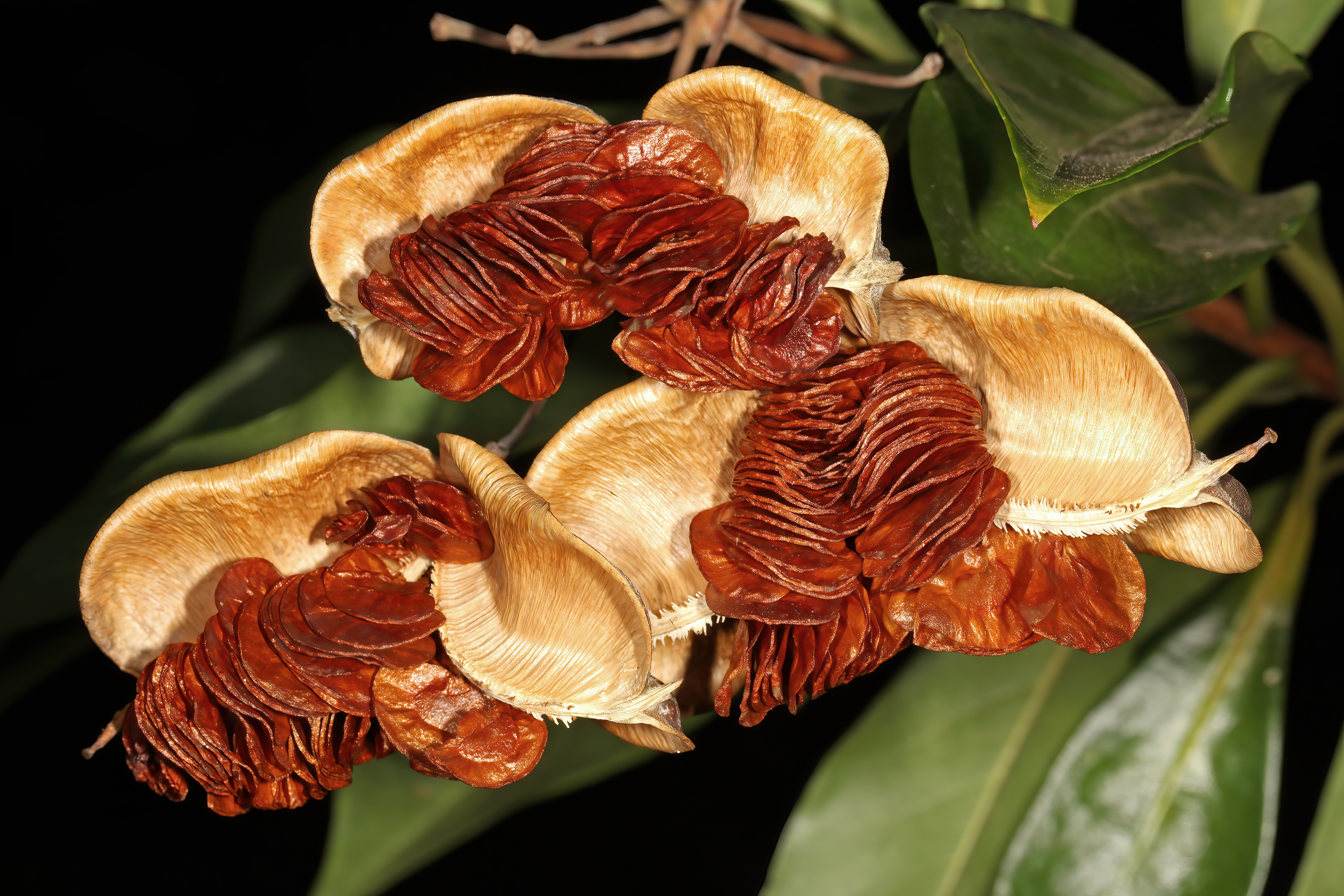
Offene Früchte und Samen